# Двін (село)
Це стаття про село Двін. Стаття про велике ремісничо-торгове місто — Двін
Двін (вірм. Դվին) — село в марзі Арарат, у центрі Вірменії. Село розташоване за 8 км на північ від міста Арташат, між селами Верін Двін та Хнаберд.
Поруч із селом розташовані руїни класичного великого торгово-ремісничого міста Двін.